# Máquina do tempo

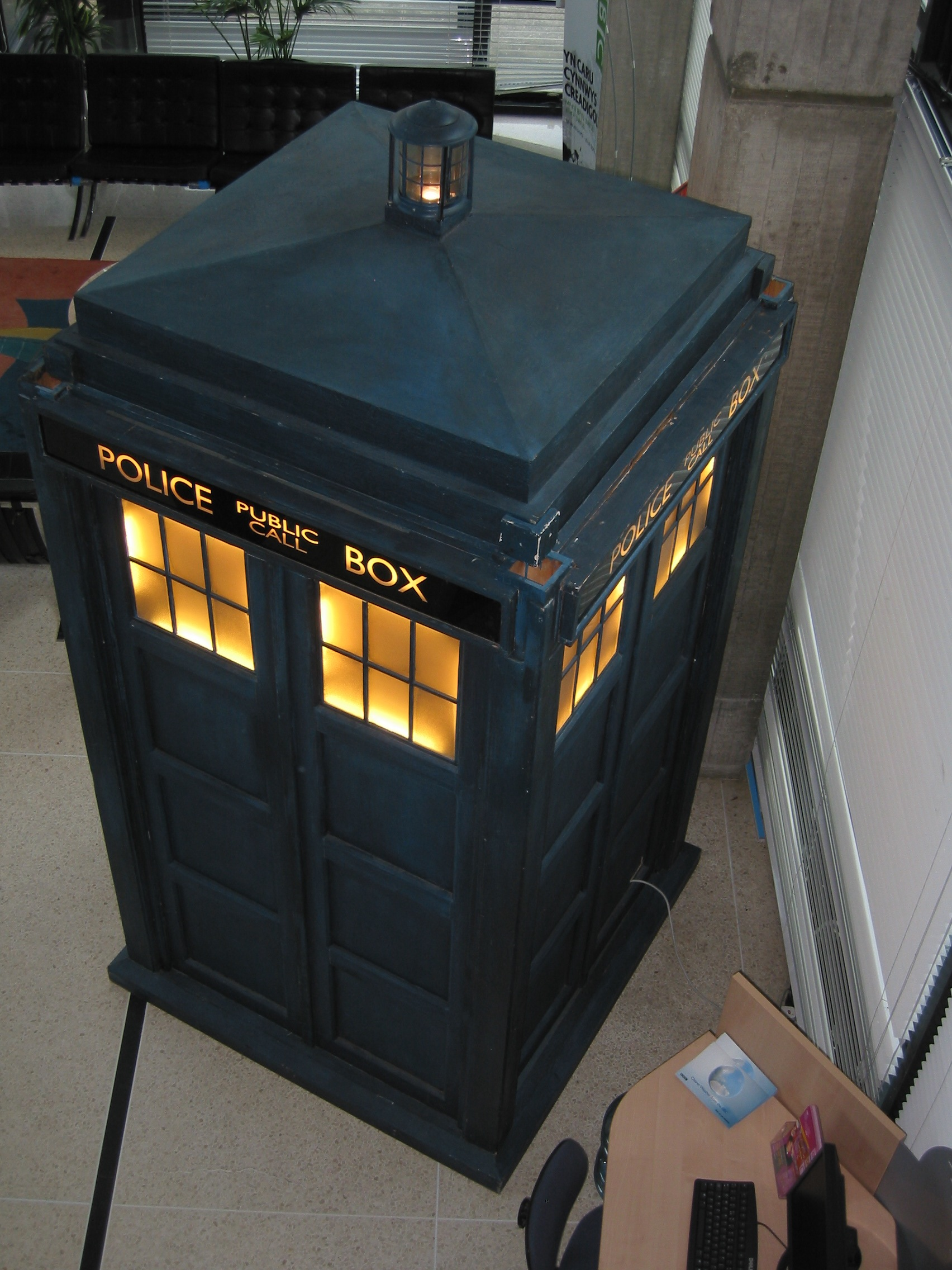
A TARDIS da série de televisão Doctor Who

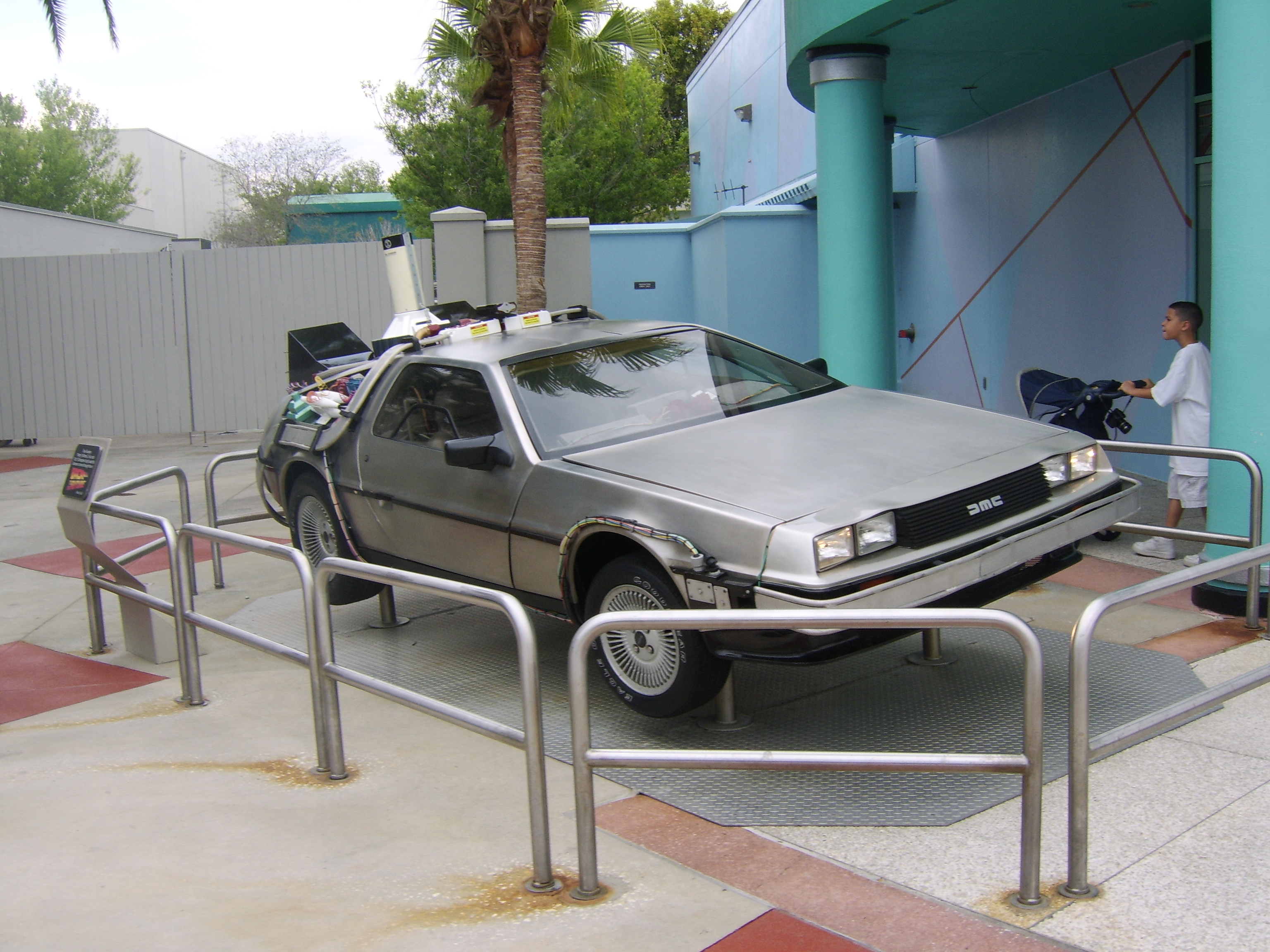
O DeLorean da série de filmes Back to the Future

Máquina do tempo é o termo que comumente se refere à ferramenta que permite um deslocamento através do tempo de uma maneira não-natural, possibilitando que o objeto de sua ação, seja o passageiro (da máquina), o operador ou alvo dela, se mova de, ou para, o passado, o presente ou o futuro.
De acordo com Marc R. Reinganum, em artigo para Journal of Portfolio Management, máquinas do tempo são impossíveis de serem construídas, agora ou em qualquer tempo futuro. A prova, por reductio ad absurdum, é que, se houvesse alguma máquina do tempo, seria possível usar a arbitragem para ganhar dinheiro através das taxas de juros, o que levaria estas taxas para zero.